# Naggo Head FC
El Naggo Head FC és un club de futbol jamaicà de la ciutat de Portmore.

## Palmarès
- Copa jamaicana de futbol: [1]
  - 1997